# Emotional Rescue
Emotional Rescue ist ein 1980 auf dem Label Rolling Stones Records erschienenes Studioalbum der britischen Rockgruppe The Rolling Stones. Es war der Nachfolger des Erfolgsalbums Some Girls und war ebenfalls ein Kassenschlager.
Das von The Glimmer Twins (Keith Richards und Mick Jagger) produzierte Album wurde ab Januar 1979 zunächst in Nassau auf den Bahamas und dann in Paris aufgenommen; Ende 1979 erfolgte in New York City noch eine Nachbearbeitung.
Emotional Rescue war das erste Album, nachdem Keith Richards von einem Gericht im kanadischen Toronto in einem Prozess wegen Drogenbesitzes freigesprochen wurde – ihm hatte eine mehrjährige Haftstrafe gedroht. Die Stones nahmen gleich dutzendweise neue Songs auf, sodass viele von ihnen für das spätere Album Tattoo You Verwendung fanden und nur zehn für Emotional Rescue verwendet wurden.
Die meisten Songs wurden in der Standard-Besetzung mit Mick Jagger, Keith Richards, Charlie Watts, Ron Wood und Bill Wyman eingespielt, für den Titelsong Emotional Rescue kamen noch die Keyboarder Nicky Hopkins und Ian Stewart, der Saxophonist Bobby Keys und der Mundharmonikaspieler Sugar Blue dazu. Michael Shrieve ist an der Percussion dabei.
Auf dem von Peter Corriston gestalteten Album-Cover sind Fotos der Stones zu sehen, die mit Hilfe einer Wärmebildkamera gemacht worden sind. Die Originalausgabe des Albums wurde in einem großen Poster eingehüllt herausgegeben, auf dem weitere Wärmebilder der Band zu sehen waren; das Ganze steckte in einer Plastikhülle. Auch ein Musikvideo für Emotional Rescue zeigt Aufnahmen mit einer Wärmebildkamera.
Als das Album im Juni 1980 als 17. Studioalbum der Rolling Stones herauskam, kletterte die Single-Auskopplung mit dem von Disco-Sound beeinflussten Titelsong Emotional Rescue in die englischen Top 10: In den UK Top 75 Singles erreichte sie Platz 9, in den Billboard Hot 100 sogar Platz 3. Das Album selbst schaffte es sowohl in den UK Top 75 Albums als auch in den Billboard Pop Albums auf Platz 1 und war damit das erste Nummer-Eins-Album der Stones in Großbritannien seit Goats Head Soup (1973). In den US-Charts blieb das Album sieben Wochen lang an der Spitze. Während das Album bei den Fans ein großer Erfolg war, waren die Musikkritiker von ihm weniger begeistert. Unter anderem wurde moniert, dass die besten Songs auf der Platte am Ende auftauchten. Diedrich Diederichsen beklagte in seiner Rezension in der Sounds, die Rolling Stones hätten jeden Biss verloren: 

„Aus jedem Song grunzt eine saturierte, grienende Lebensfreude von Leuten, denen es an nichts fehlt und die sich […] weit vom Gefühl des Mangels oder des Selbstzweifels entfernt haben.“

Spätere Bewertungen fielen weniger streng aus, doch gilt Emotional Rescue bis heute als eines der eher mittelmäßigen Werke der Rolling Stones.
1994 brachte Virgin Records eine neue Version des Albums heraus. Alle Titel wurden dafür von Bob Ludwig in den Gateway Mastering Studios digital remastered.

## Titelliste
1. Dance – 4.22 (Jagger/Richards/Wood)
2. Summer Romance – 3.15 (Jagger/Richards)
3. Send It to Me – 3.42 (Jagger/Richards)
4. Let Me Go – 3.49 (Jagger/Richards)
5. Indian Girl – 4.22 (Jagger/Richards)
6. Where the Boys Go – 3.29 (Jagger/Richards)
7. Down in the Hole – 3.57 (Jagger/Richards)
8. Emotional Rescue – 5.39 (Jagger/Richards)
9. She’s So Cold – 4.12 (Jagger/Richards)
10. All About You – 4.18 (Jagger/Richards)

## Kommerzieller Erfolg

### Chartplatzierungen
| ChartsChartplatzierungen       | Höchstplatzierung | Wochen/ Monate |
| ------------------------------ | ----------------- | -------------- |
| Deutschland (GfK)              | 2 (21 Wo.)        | 21 Wo.         |
| Österreich (Ö3)                | 2 (5,5 Mt.)       | 5,5 Mt.        |
| Vereinigte Staaten (Billboard) | 1 (51 Wo.)        | 51 Wo.         |
| Vereinigtes Königreich (OCC)   | 1 (18 Wo.)        | 18 Wo.         |

| ChartsJahrescharts (1980) | Platzierung |
| ------------------------- | ----------- |
| Deutschland (GfK)         | 36          |
| Österreich (Ö3)           | 9           |

### Auszeichnungen für Musikverkäufe
| Land/Region                  | Auszeichnungen für Musikverkäufe (Land/Region, Auszeichnung, Verkäufe) | Verkäufe  |
| ---------------------------- | ---------------------------------------------------------------------- | --------- |
| Australien (ARIA)            | Platin                                                                 | 50.000    |
| Frankreich (SNEP)            | Gold                                                                   | 100.000   |
| Neuseeland (RMNZ)            | Platin                                                                 | 20.000    |
| Niederlande (NVPI)           | Gold                                                                   | 50.000    |
| Spanien (Promusicae)         | Gold                                                                   | 50.000    |
| Vereinigte Staaten (RIAA)    | 2× Platin                                                              | 2.000.000 |
| Vereinigtes Königreich (BPI) | Gold                                                                   | 100.000   |
| Insgesamt                    | 4× Gold · 4× Platin ·                                                  | 2.370.000 |

Hauptartikel: The Rolling Stones/Auszeichnungen für Musikverkäufe